# Mănăstirea Lupșa
Mănăstirea Lupșa este o mănăstire ortodoxă din România situată în comuna Lupșa, județul Alba, având hramul „Înălțarea Sfintei Cruci”, ce aparține canonic de Arhiepiscopia Ortodoxă a Alba-Iuliei, Protopopiatul Câmpeni.
În cadrul ei se află și biserica de lemn datând din secolul al XV-lea, refăcută în anul 1694 și având hramul „Sfântul Nicolae”.. Această biserică este monument istoric, având codul LMI AB-II-m-A-00384.

## Istoric
Puține lucruri s-au păstrat despre viața acestei mănăstiri; se știe totuși că în secolele XIV-XV moșia Lupșa se află în stăpânirea cnejilor Cândea, care, în perioada înfloritoare a cnezatului lor, au ctitorit în 1421 biserica de piatră din sat, cu hramul Sfântului Mare Mucenic Gheorghe, iar în anul 1429 biserica de lemn a Mănăstirii, cu hramul Sfântului Ierarh Nicolae, făcătorul-de-minuni. 
Din veacurile XIV-XV a rămas drept mărturie a vieții liturgice din Mănăstirea Lupșa un frumos Tetraevanghel pe pergament, decorat cu frontispicii, caligrafiat în Moldova, aflat astăzi la Biblioteca Academiei din Cluj. 
În anul 1694, bolta semicirculară a fost înlocuită cu un tavan casetat de inspirație calvină, având elemente decorative de factură renascentistă, eveniment consemnat de o inscripție în limba latină din Sfântul Altar, cu anul scris în slove chirilice. Tot de atunci datează și ușa de intrare în naosul bisericii, împodobită de aceiași meșteri.

### 1762-1948: Perioada uniată
Mișcarea uniatistă din secolul al XVIII-lea a avut repercusiuni și asupra Mănăstirii, deoarece între sprijinitorii Cuviosului Sofronie de la Cioara s-a numărat și Ieromonahul Procopie ce se nevoia la Mănăstirea Lupșa în acea perioadă. Acest fapt a atras represaliile Generalului Buccow, care a înscris Mănăstirea pe lista lăcașelor ce urmau a fi dărâmate. 
Episcopul unit Petru Pavel Aron, originar din Bistra (comună din vecinătatea Lupșei), salvează însă biserica de la distrugere. Într-o scrisoare din 9 octombrie 1762, adresată Generalului Buccow, el numește biserica „per antiquum” și sugerează să fie dată credincioșilor greco-catolici, iar monahii ortodocși alungați. După o perioadă în care mănăstirea a rămas fără viețuitori, din 1832 biserica Sfântului Nicolae devine biserică de mir, îngrijită de preoții greco-catolici din satul Lupșa.

### 1948-1990: Perioada comunistă
Din anul 1948 biserica a trecut iarăși în administrarea parohiei ortodoxe din Lupșa, devenind filie a acesteia. Biserica de lemn rămâne stingheră, înghițită treptat de utilitățile industriale miniere deschise în 1975, de locuințe muncitorești, birturi și căsuțe de camping. 
Prin grija Preasfințitului Emilian, episcopul Alba-Iuliei din acea vreme, bisericii i s-a dat importanța cuvenită în acest context nefavorabil, așezându-se ca hram al Mănăstirii praznicul Înălțării Sfintei Cruci (14 Septembrie), care se ține până astăzi. Între anii 1975-1978 s-a reușit realizarea unor lucrări de restaurare, iar în 1980 biserica a fost târnosită.

### 1991-prezent: Reîntemeierea mănăstirii
Mănăstirea Lupșa a prins din nou viață în 1991 la dorința stăruitoare a Înaltpreasfințitului Andrei, episcopul de atunci al Alba-Iuliei, primul Stareț fiind preotul celib Ioan-Vasile Chirali. În anul 1994 a venit să viețuiască aici un grup de monahi de la Mănăstirea Brâncoveanu – Sâmbăta de Sus, sub îndrumarea duhovnicească a Arhimandritului Ghelasie (Țepeș), care preia stăreția. 
În anul 1998 este ales Stareț Arhimandritul Melhisedec (Ungureanu), care imprimă Mănăstirii o nouă direcție, de inspirație athonită. Astfel, la început de secol XXI, Arhimandritul Efrem, egumenul Marii Mănăstiri Vatopedi din Sfântul Munte, îmbogățește zestrea materială a Mănăstirii Lupșa, dăruindu-i o părticică din lemnul Cinstitei Cruci și o copie a icoanei făcătoare-de-minuni a Maicii Domnului „Mângâietoarea” de la Vatopedi.
Din 1995 până în ziua de față, Mănăstirea se dezvoltă, construindu-se corpul de chilii, împrejmuirea cu turnul-clopotniță, clădirea Stăreției cu noua biserică-paraclis și altarul de vară, cu hramul Înălțării Sfintei Cruci, sfințit în 2015 de Înaltpreasfințitul Irineu, Arhiepiscopul Alba-Iuliei.
În 2020 s-a finalizat pictura noului lăcaș de cult, realizată în tehnică fresco de Arhidiaconul Nicolae Bălan. În acest context, în cadrul unei slujbe de priveghere săvârșite la 26-27 noiembrie 2020 (dată simbolică pentru paternitatea duhovnicească a mănăstirii, căci pe 26 noiembrie 1987 a fost canonizat Cuviosul Siluan Athonitul, iar pe 27 noiembrie 2019 Cuviosul Sofronie Athonitul), a fost târnosită biserica nouă, cu hramul Adormirii Maicii Domnului și Cuvioșii Siluan și Sofronie Athoniții, de către Înaltpreasfințitul Irineu al Alba-Iuliei și Preasfințitul Paisie Lugojanul.
Din 2018, obștea mănăstirii cuprinde un număr de 25 de viețuitori.

## Localizare
Acces rutier: DN75 Baia de Arieș, spre vest – com. Lupșa (9 km). Dinspre Câmpeni (nu se intră în oraș) se urmează indicatorul Turda (sau Baia de Arieș). Mănăstirea se află la 10 km de Câmpeni, în satul Mănăstire aparținând de comuna Lupșa, pe partea stângă a drumului.

## Imagini

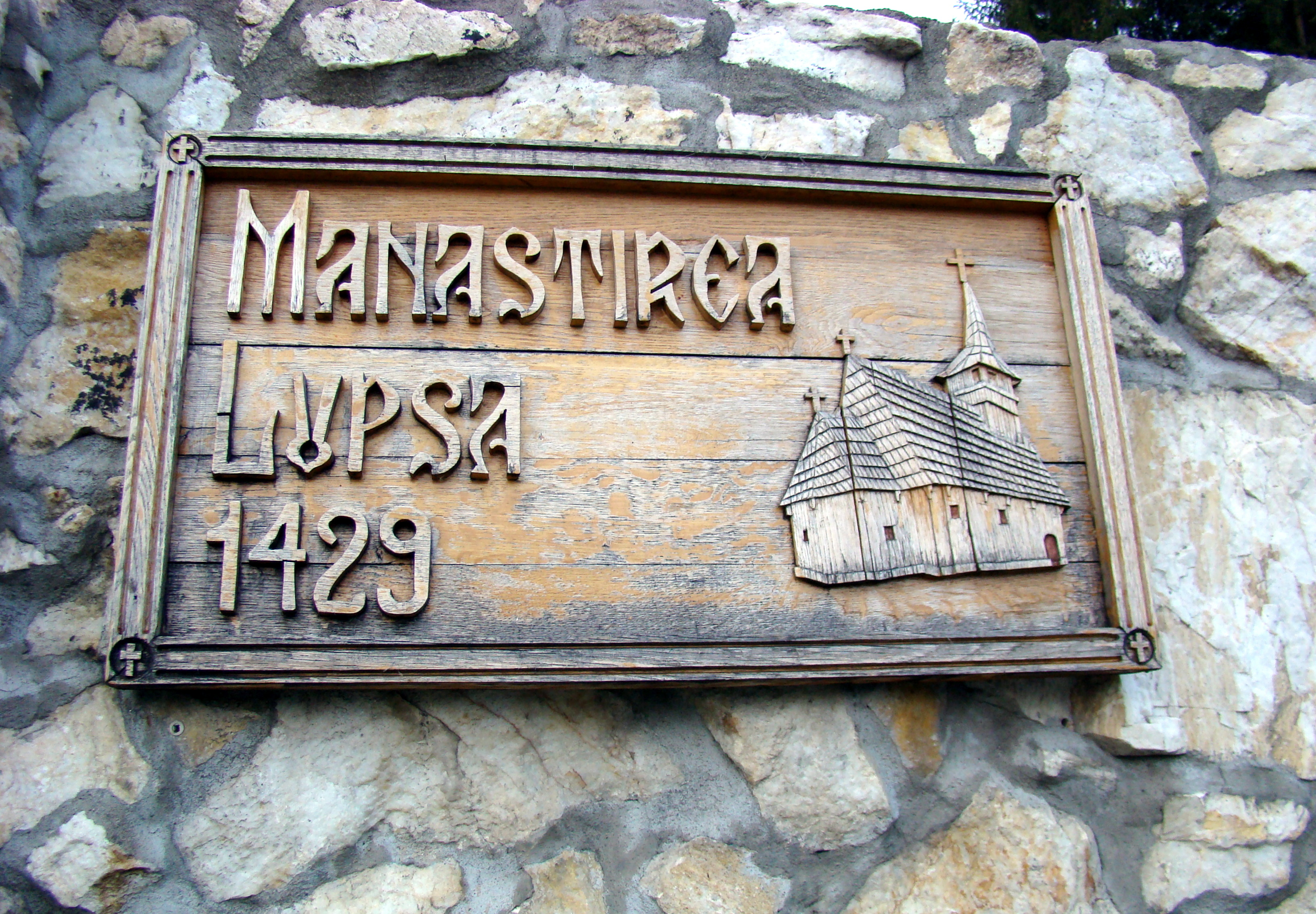
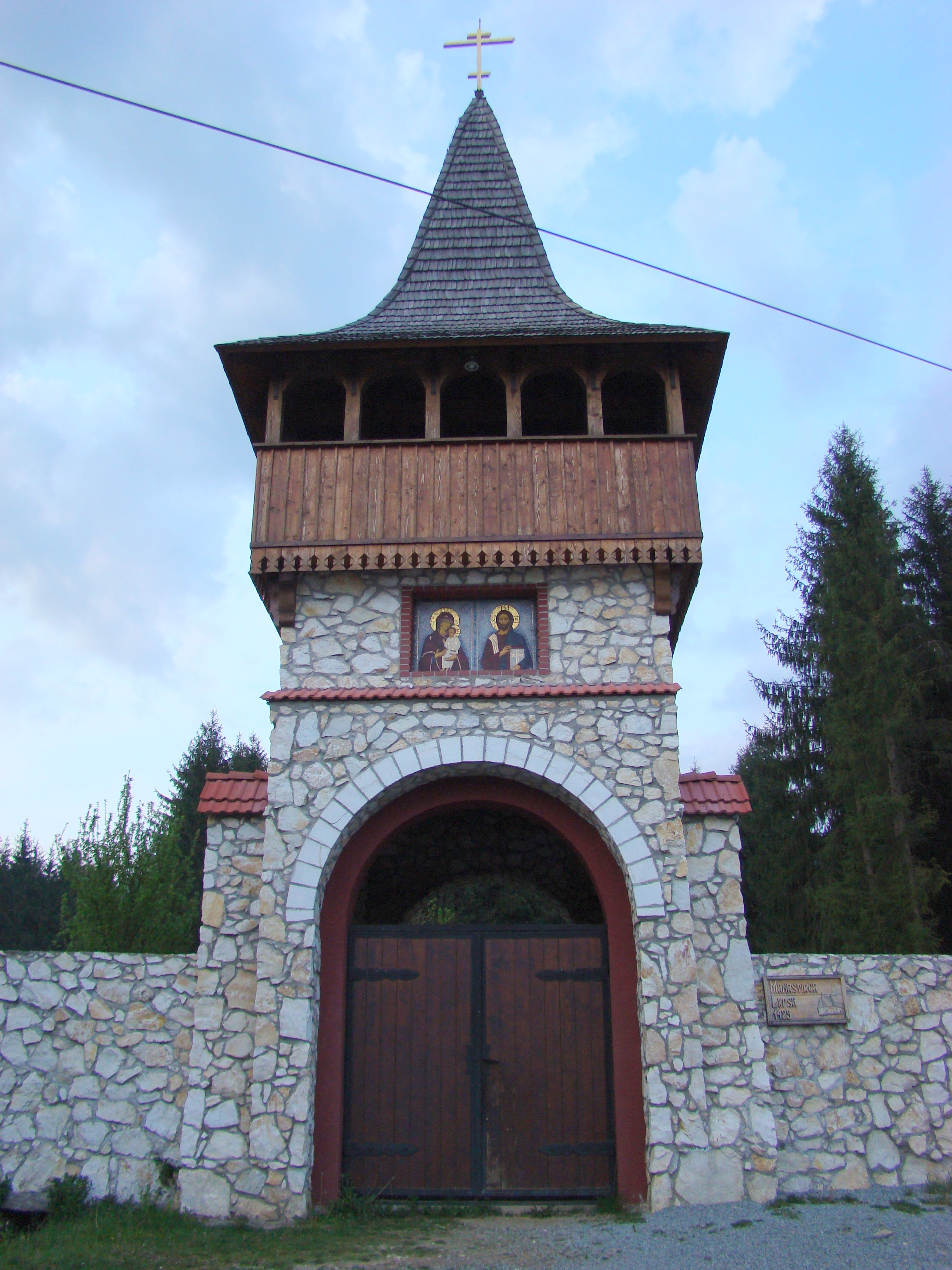
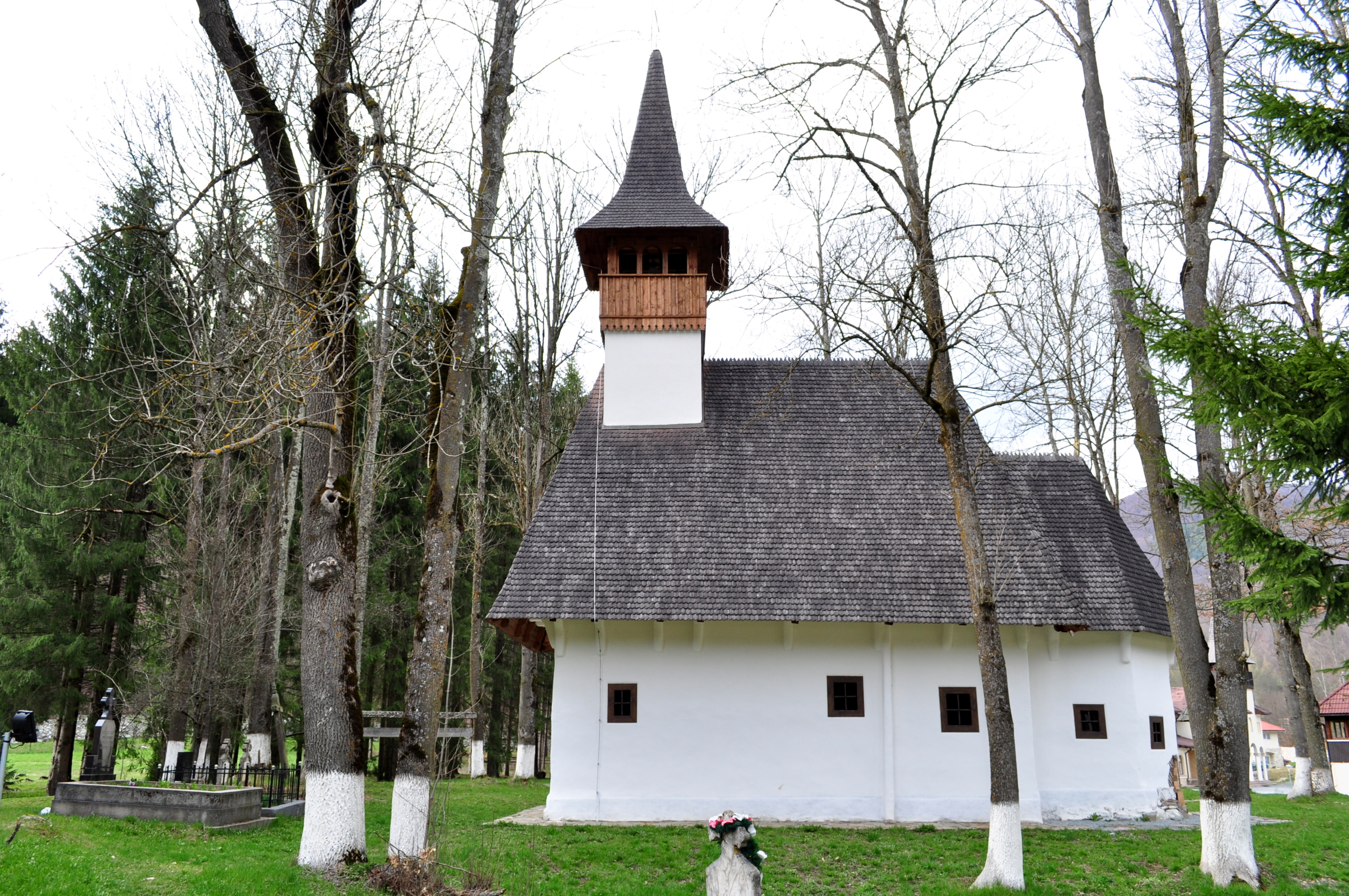
Biserica de lemn a Mănăstirii Lupșa
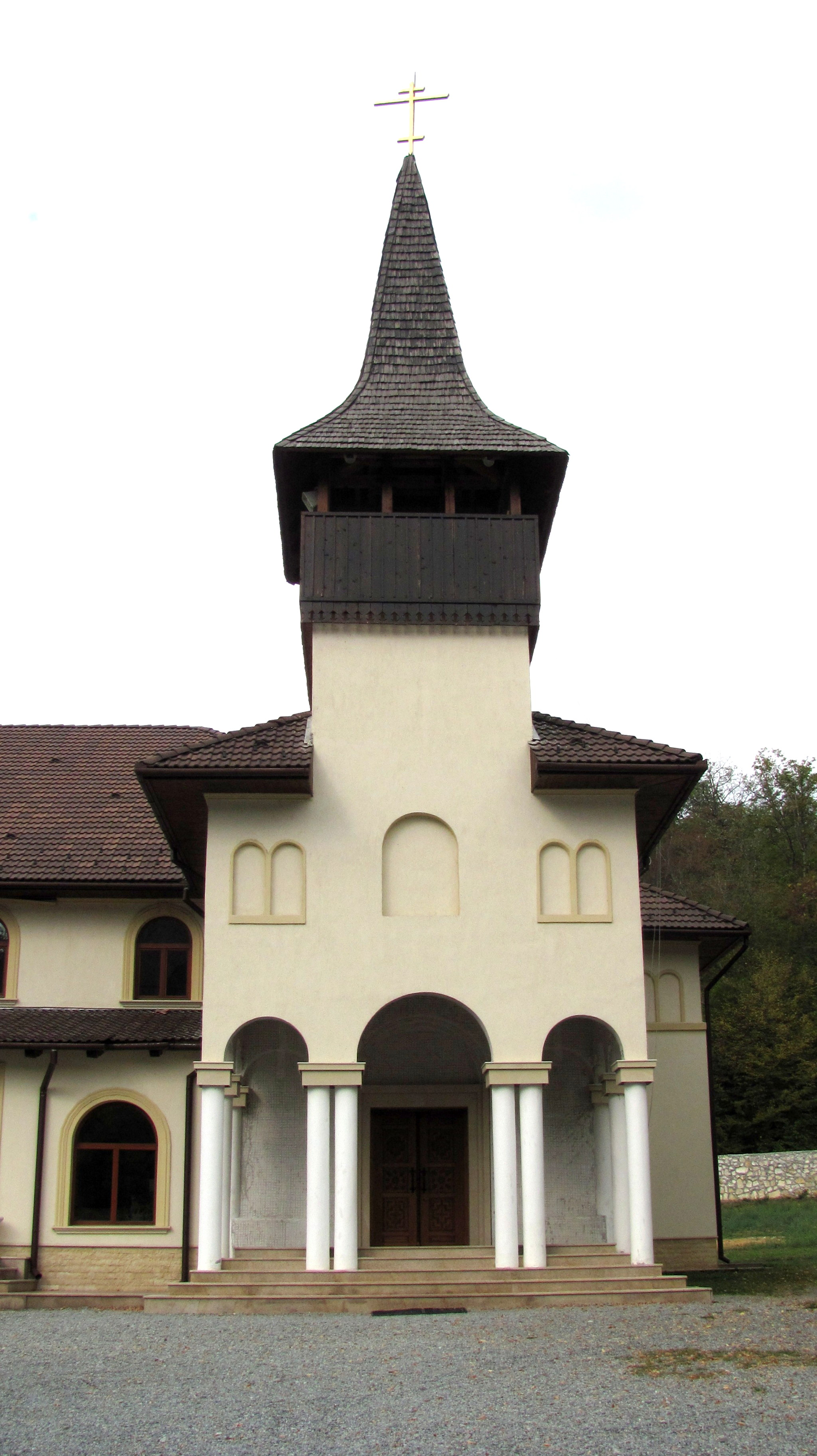
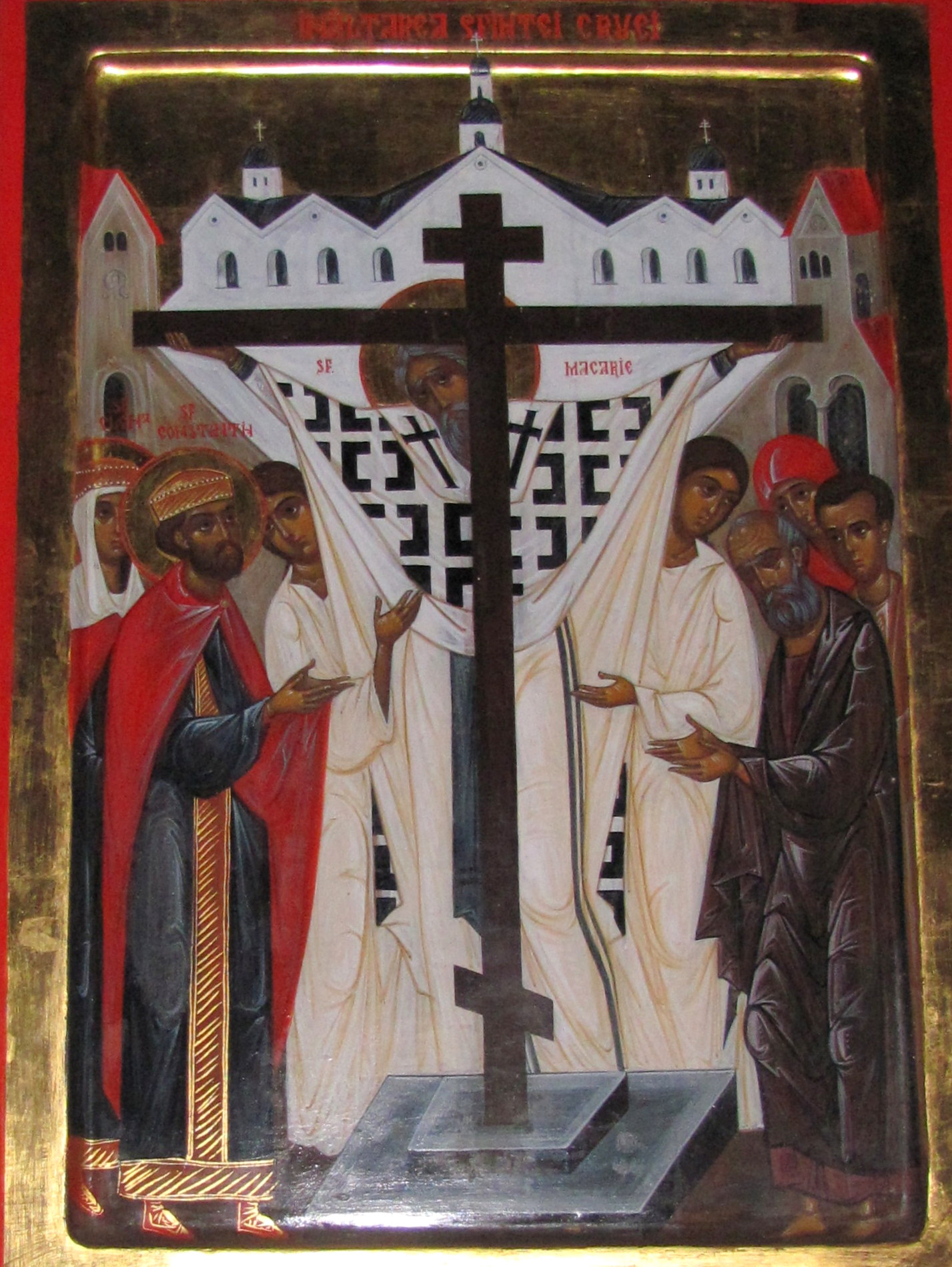
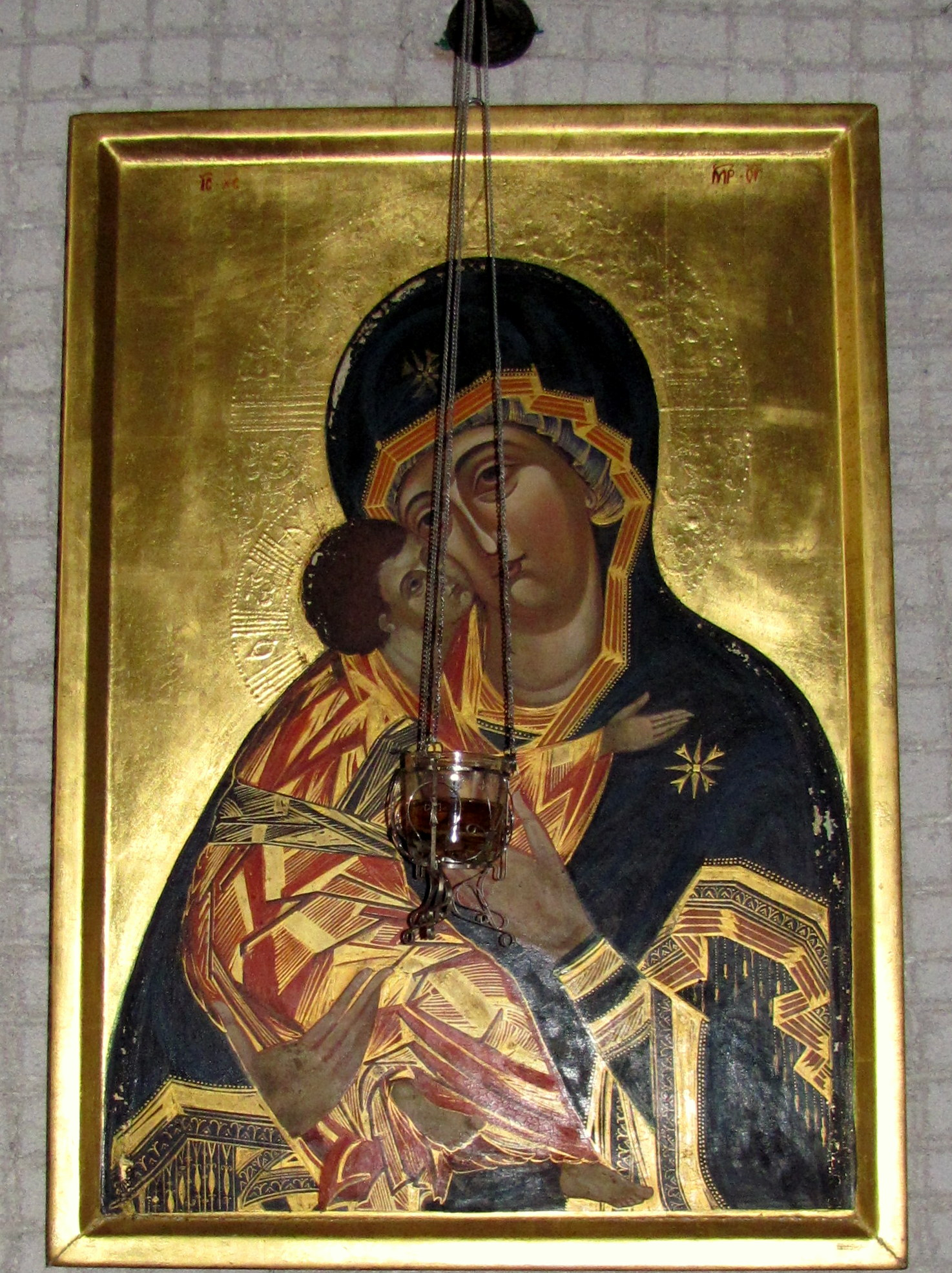
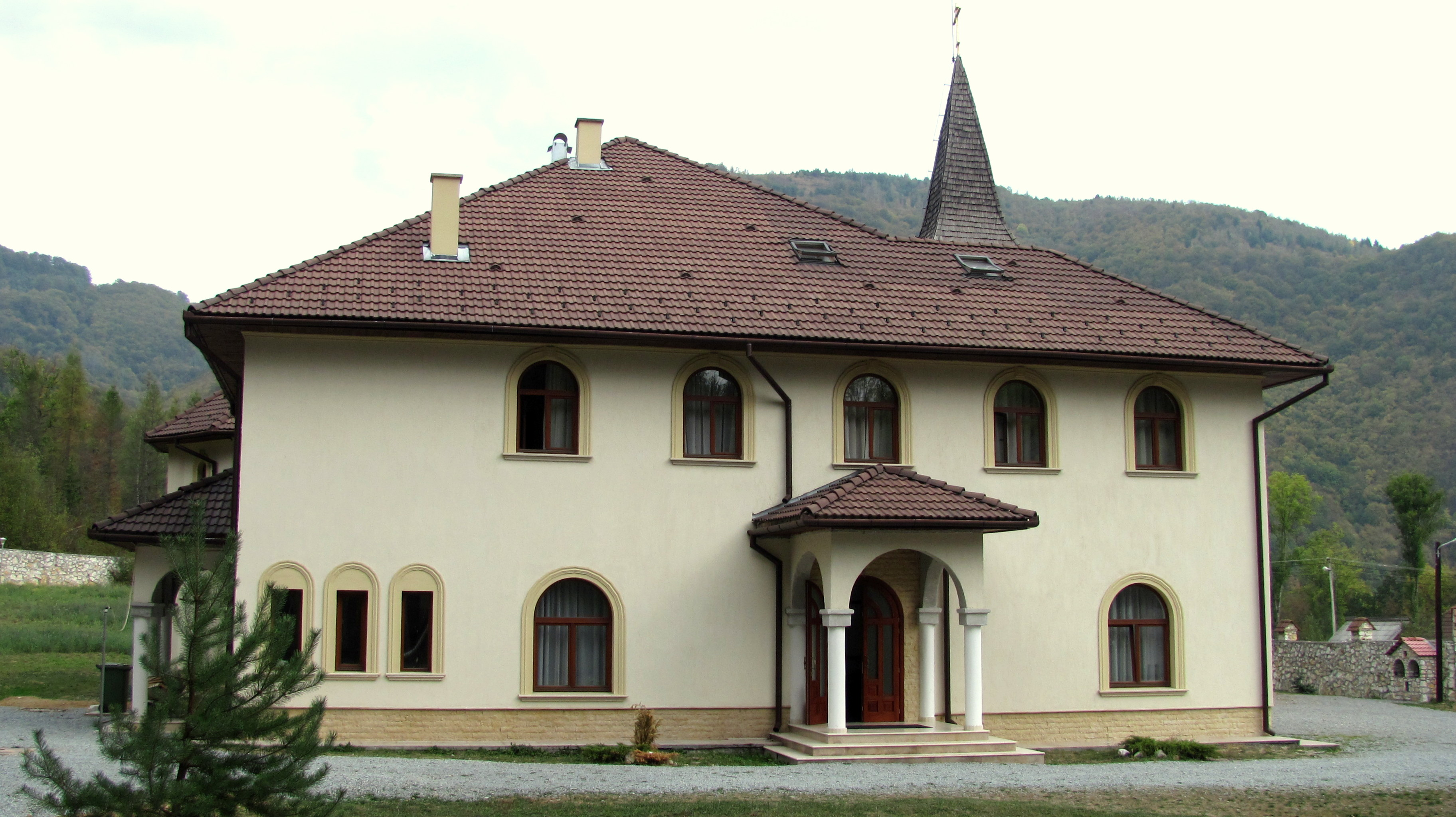
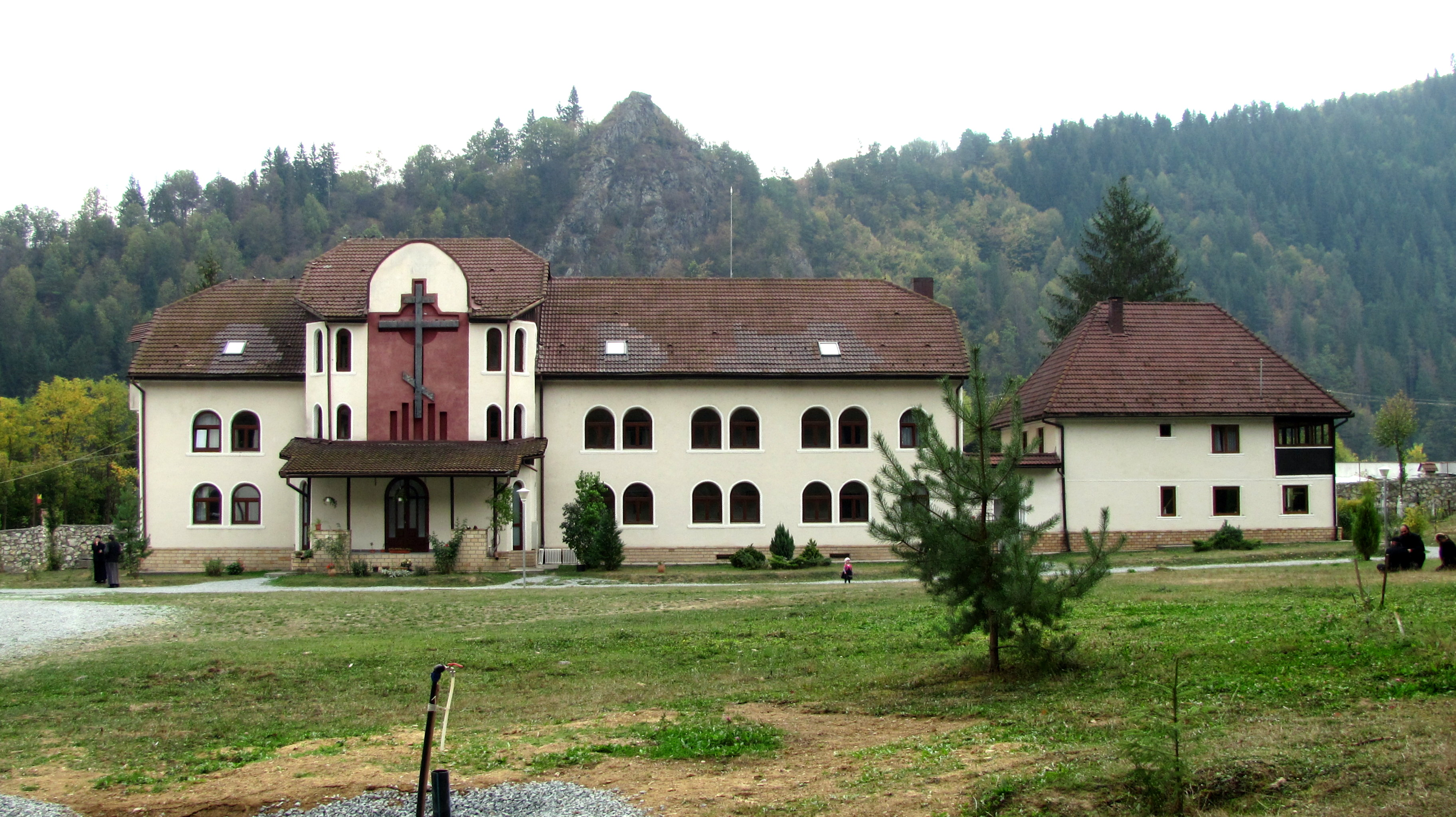
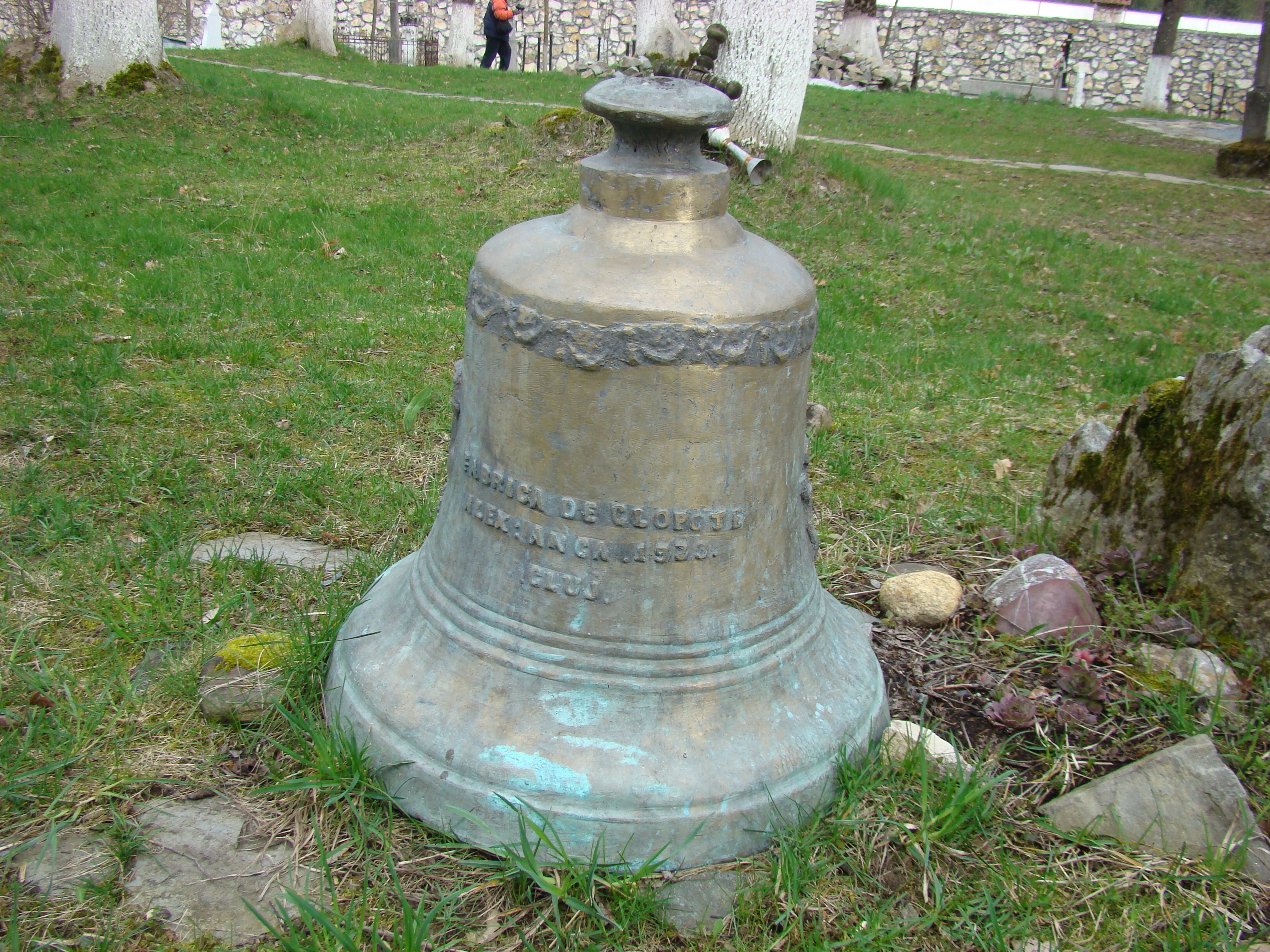
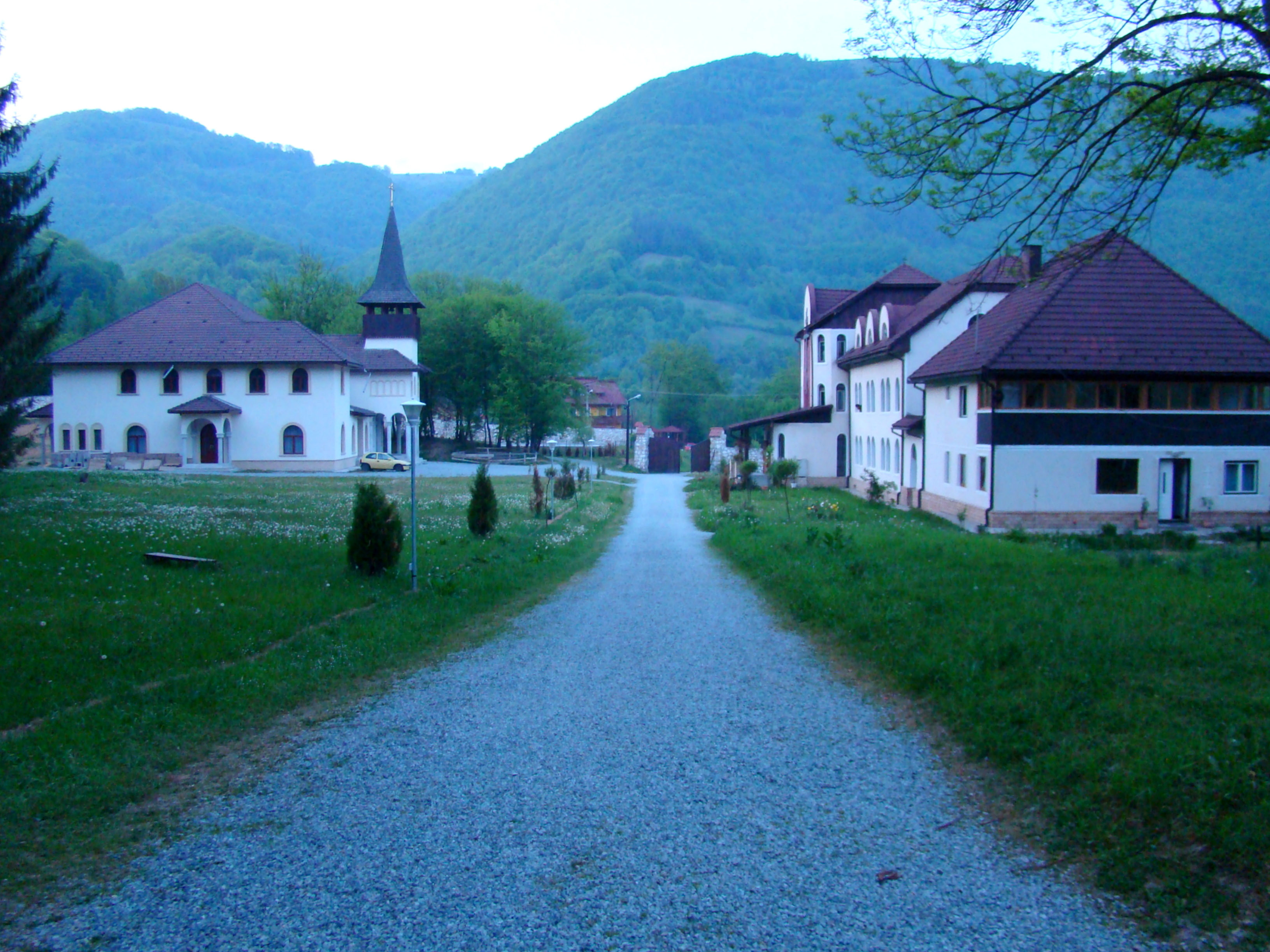